# Indische Rupie

Indische Banknoten

Die Indische Rupie (Hindi: रुपया, rupayā; Englisch: „rupee“) ist die Währungseinheit in Indien und wird von der Regierung Indiens und der Reserve Bank of India, der indischen Zentralbank, emittiert. Sie ist in 100 Paise unterteilt. Die indische Rupie wird oft als „iR“, „Rs“ (Plural) und „Re“ (Singular) sowie seit 2010 auch mit dem Währungssymbol „₹“ abgekürzt und hat im Code nach ISO 4217 die Bezeichnung „INR“.
Die indische Rupie wird auch in einigen anderen Staaten als Zahlungsmittel akzeptiert. Mehrere andere Länder nennen ihre Währung ebenfalls Rupie.
Die heutigen indischen Münzen haben einen Nennwert von 5, 10, 20, 25 und 50 Paise und außerdem von 1, 2, 5, 10 und 20 Rupien. Die 5-, 10-, 20- und 25-Paise-Münzen wurden 2011 ungültig. Die 50-Paise-Münze ist zwar noch legales Zahlungsmittel, allerdings eher selten in Gebrauch. Die Banknoten sind erhältlich mit Nennwert von 5, 10, 20, 50, 100, 200, 500 und 1000 Rupien, seit dem 10. November 2016 zusätzlich auch die Ausgabe eines 2000-Rupien-Scheins, gleichzeitig wurde aber der 1000 Rs-Schein ungültig. Der 2000-Rupien-Schein wurde 2023 ungültig. Scheine mit Nennwert von 1 und 2 Rupien werden auch emittiert, aber nur in geringer Zahl und sind daher sehr selten erhältlich.  In Indien ist kontaktlose Zahlung mittels der App Paytm weit verbreitet. Auf den Rupien-Scheinen wird auch die indischen Sprachen- und Schriftenvielfalt berücksichtigt. Auf den aktuellen Banknoten ist der Nominalwert in den wichtigsten 17 indischen Sprachen aufgedruckt.

## Geschichte

### Vorgeschichte der Indischen Rupie
Im geographischen Gebiet des heutigen Indiens entstanden einige der ersten Kulturen, die ein Münzsystem einführten. Es besteht kein geschichtswissenschaftlicher Konsens bezüglich des exakten Zeitpunkts der Einführung von Geld in Indien. Historische Hinweise lassen vermuten, dass möglicherweise bereits irgendwann zwischen 2500 und 1750 v. Chr. erste Münzen eingeführt wurden. Verbreitet wird für die Ersteinführung der Zeitraum zwischen dem 4. und 6. Jh. v. Chr. angegeben. Diskutierte Gründe der Einführung sind die Herstellung von Ordnung und Kontrolle sowie Erleichterungen bei der Verwaltung. Vor allem das Überwachen des Handels spielte vermutlich eine wichtige Rolle.
Seit der Einführung der ersten Münzen gab es viele Veränderungen sowohl im Namen und im Wert als auch im Aussehen der auf dem indischen Subkontinent verbreiteten Münzen. Das Erscheinungsbild war abhängig von der herrschenden Dynastie, den sozialpolitischen Ereignissen oder der Natur Indiens. Beispielsweise gab es während der indo-griechischen Periode Münzen, deren Aussehen von Bildern der griechischen Gottheiten geprägt waren, oder aufgrund des regen Handels zwischen dem römischen und indischen Reich Münzen, die römische und indische Symbole gleichzeitig enthielten.
Jede Dynastie und jeder Herrscher, der Indien oder eine seiner Provinzen eroberte, nahm Einfluss auf das Erscheinungsbild der Münzen. So gab es den arabischen Einfluss bereits im 8. Jahrhundert n. Chr., als die Provinz Sindh von den Muslimen erobert wurde. Im 12. Jahrhundert wurde unter dem Sultanat von Delhi die islamische Kalligraphie auf den indischen Münzen eingeführt. So hatten neu entstandene Münzen orientalische Symbole und trugen den Namen Tanka; dies blieb die Währung bis zum 15. Jahrhundert, als sie durch die indische Rupie ersetzt wurde.

### Indische Rupie von der Einführung bis heute
Die Einführung der indischen Rupie geht auf den Herrscher Sher Khan Suri (1540–1545), zurück. Er strebte einen zentralisierten Verwaltungsaufbau an und versuchte, da es bis dahin in vielen Provinzen eigene Münzen mit unterschiedlichen Werten und aus unterschiedlichen Materialien gab, das Währungssystem zu vereinheitlichen. Die Einführung der Silbermünze Rupiya, vermutlich im Jahr 1526, welche 11,5 Gramm (= 178 Gran) wog und der Vorgänger der modernen indischen Rupie war, diente diesem Zweck. Den Namen „Rupie“ erhielt die Münze erst 1612.
Zunächst gab es die Rupie, hergestellt aus Silber, nur in Form von Münzen. Die ersten Papierrupien wurden erst im 18. Jahrhundert unter anderem durch die Bank von Hindustan und die Bengalische Bank eingeführt. Die Sprachen auf den Banknoten, abhängig von welcher Bank gedruckt, waren Urdu, Bengali oder Nagri.
Die Rupie war nicht die einzige Währung Indiens. So gab es gleichzeitig unter der britischen Herrschaft, bis 1815, eine weitere Währung, die Fanam. Diese hatte einen Wechselkurs von 12 Fanams = 1 Rupie.
Im Jahr 1825 befahl die britische Krone die Einführung des britischen Pfunds in all ihren Kolonien. Obwohl Indien bereits zu diesem Zeitpunkt größtenteils von der Britischen Ostindienkompanie kontrolliert wurde, blieb die Rupie während der gesamten Kolonialisierung die Währung des Subkontinents.

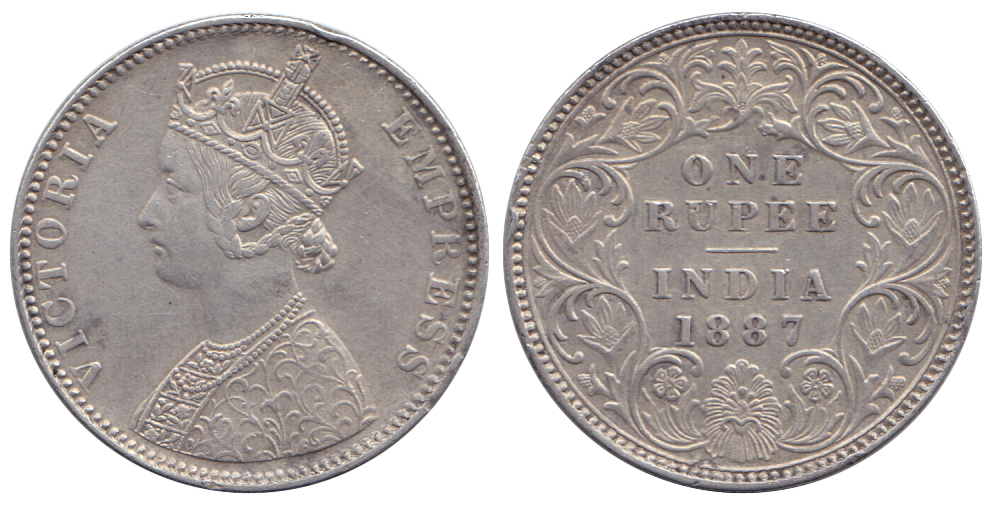
Rupie, 1887. Britisch-Indien, Kaiserin Victoria. Silber.

Mehrmals versuchte die britische Kolonialmacht die Rupie zu ersetzen. So sollte 1864 der Gold Sovereign von Bombay und Calcutta aus die Rupie verdrängen. Das Vorhaben scheiterte genauso wie ähnliche Vorhaben in den Kolonialgebieten Kanada und Hongkong. Letztendlich wurde das von der British East India Company angestrebte Ziel aufgegeben und die Rupie blieb die Währung Indiens. Um den seit 1875 immer stärker werdenden Wertverlust der indischen Rupie gegenüber dem Pfund aufzuhalten, der zu einer Schieflage der Staatsfinanzen führte, garantierte man ab dem Jahr 1898 den Wert der Rupie auf Goldbasis. Eine Rupie entsprach nun 1/15 £.

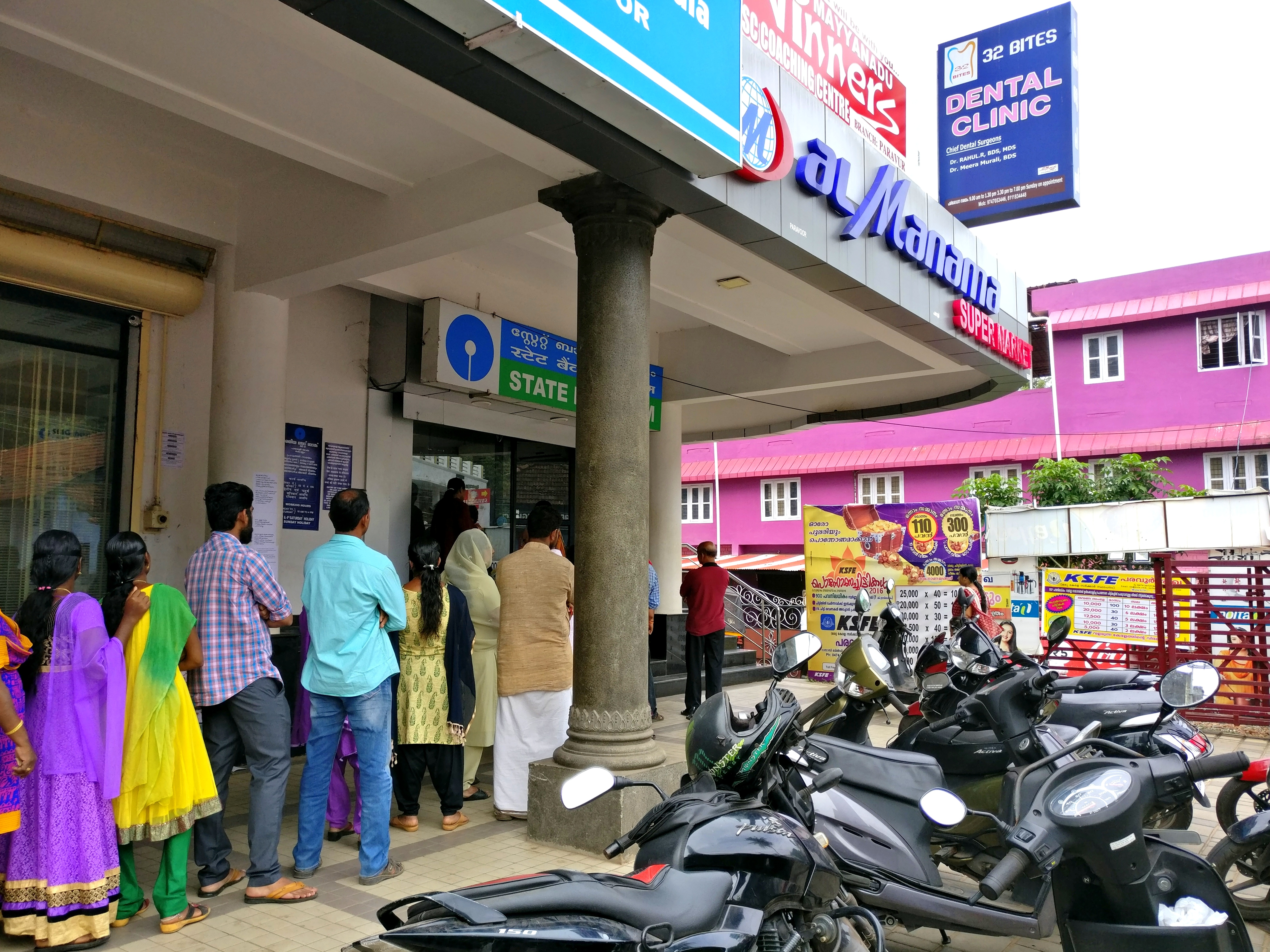
Warteschlange am 19. November 2016 vor einer Bank in Kerala

Am Vorabend des 9. November 2016 gab der Indische Premierminister Narendra Modi in einer Fernsehansprache völlig überraschend bekannt, dass die gängigen 500- und 1000-Rupien-Banknoten ab Mitternacht kein offizielles Zahlungsmittel mehr sind und innerhalb von 50 Tagen gegen neue 500- und 2000-Rupien-Banknoten ausgetauscht werden können – gegen Vorlage des Personalausweises. Begründet wurde diese Maßnahme als Kampf gegen die Korruption, gegen die Schattenwirtschaft ohne Steuerzahlungen und gegen gehortetes Bargeld in einer der Volkswirtschaften mit großer Ungleichverteilung der Vermögen.
Es gab große Probleme, die neuen Banknoten in Umlauf zu bringen. Geldautomaten waren wegen des Tageslimits von 2000 Rupien schnell leer, Banken auf dem Land wurden nicht beliefert. Vor den Banken bildeten sich Warteschlangen mit Wartezeiten von mehreren Stunden. Es entstand eine Bargeldkrise. Touristen konnten in Wechselstuben mit Umtauschkursen unterhalb des offiziellen Kurses wechseln. 70 Menschen starben allein in den Warteschlangen vor den Banken. Manmohan Singh, der derzeitige oppositionelle frühere Ministerpräsident, sprach von monumentalem „Missmanagement“. Der Wirtschaftsnobelpreisträger Amartya Sen bezeichnete die Maßnahme als „despotisch und autoritär“. Analysten der Deutschen Bank sahen Wachstumseinbußen um rund 1 % der Wirtschaftsleistung. Der Direktor der Zentralbank, Raghuram Rajan, war im September 2016 zurückgetreten. Durchhalteparolen gab es vor allem von Modi-Anhängern, von kleinen Bediensteten und von den bisher eigentlich auf Bargeld angewiesenen Rikschafahrern und Tagelöhnern. Im Jahr 2014 hatten mehr als 700 Millionen Inder noch kein Bankkonto, was von der Regierung bereits als Problem erkannt worden war. Existenziell betroffen war vor allem die Landbevölkerung, weil mit den großen Geldscheinen – immerhin 86 % des Bargeldbestandes – auch Tageslöhne ausgezahlt werden und die Arbeit auf den Feldern ruhte. Wohlhabende Menschen konnten dagegen die Einzahlung der nun ungültigen Scheine auf Konten von Strohmännern und die Auszahlung durch die Jagd nach funktionierenden Geldautomaten mit Fahrzeugen – zum Teil schweren SUVs – und Smartphone-Apps organisieren. Der Geldwechsel der alten Scheine fand auch im Ausland statt, nicht nur über den Umweg Singapur. Die vorübergehende eingeschränkte Bargeldverfügbarkeit in der indischen Wirtschaft wurde als großes soziales Experiment für eine bargeldlose Wirtschaft bezeichnet, obwohl sie keine Bargeldabschaffung war.
Für dieses Experiment erhielt die Modi-Regierung direkte, aber diskrete Unterstützung durch die Entwicklungshilfebehörde der US-Regierung USAid. Präsident Barack Obama hatte die „strategische Partnerschaft“ mit Indien, gegen China, zu einer außenpolitischen Priorität der Vereinigten Staaten erklärt. USAid hatte ein Kooperationsabkommen mit dem indischen Finanzministerium geschlossen, um in Indien und weltweit die Bargeldnutzung zugunsten digitaler Bezahlverfahren zurückzudrängen. Diese amerikanische Initiative wurde als Catalyst: Inclusive Cashless Payment Partnership (auf Deutsch etwa: Anstoß einer umfassenden Partnerschaft für einen bargeldlosen Zahlungsverkehr) bezeichnet.

### Umrechnungskurse
Die Wechselkurse gegenüber den bedeutenden Handelsmünzen zur Kolonialzeit betrugen (vor 2 % Zoll)
- 100 Spanische (Mexikanische) Dollar: 227,194 Rs. (Standard 1772); 225,584 Rs. (1812); 211,742 Rs. (1833) = 4' 4 d.
- 1 Rijksdaalder (= 2½ fl.): 1' 6 d
- 100 Silber-Francs: 39,462 Rs., d. h. 100 Rs. fast genau 250 fr.
- 100 Napoleons (zu 20 fr.): 47,315 alte Mohure, 47,575 neue Mohure (Bengalen), 54,313 neue Mohure (Bombay und Madras).[18]

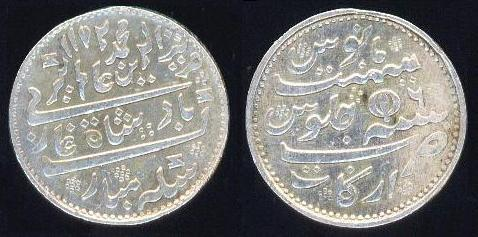
Silberrupie der britischen Präsidentschaft Madras im Mogulstil, geprägt zwischen 1817 und 1835

### Der Fall der Rupie
| Jahr      | Unze Silber | Indische Rupie |
| --------- | ----------- | -------------- |
| 1871–1872 | 60½         | 23⅛            |
| 1875–1876 | 56¾         | 21⅝            |
| 1879–1880 | 51¼         | 20             |
| 1883–1884 | 50½         | 19½            |
| 1887–1888 | 44⅝         | 18⅞            |
| 1890–1891 | 4711⁄16     | 18⅛            |
| 1891–1892 | 45          | 16¾            |
| 1892–1893 | 39          | 15             |

Im Gegensatz zu den ökonomisch stärksten Währungen war die Rupie eine Silbermünze. Daher kam es 1873 zu einer drastischen Abwertung, als in den USA große Silbervorkommen entdeckt wurden und der Preis für das Edelmetall und dessen Verhältnis zum Gold auf den Märkten deutlich sank. Die Rupie verlor an außenwirtschaftlicher Kaufkraft und es kam zu einer ökonomischen Krise in Indien. Aufgrund dieser Entwicklung und unter dem Einfluss der britischen Regierung – sie hatte, von den Märkten nicht erwartet, am 26. Juni 1893 für Britisch-Indien die freie Prägung von Silbermünzen eingestellt – wechselte Indien 1898 zum Goldstandard. Gleichzeitig wurde die Rupie an das britische Pfund Sterling gebunden, mit einem festen Wert von 15 Rupien = 1 £ (Pfund). Dieser Wechselkurs änderte sich im Verlauf der Jahre:

Wechselkurs des Euro zur Rupie seit 2009

- 1920: 10 Rupien = 1 £
- 1927: 13 ⅓ Rupien = 1 £
- 1966: 8,7 Rupien = 1 £ bzw. 7,5 Rupien = 1 US-Dollar

### Unabhängigkeit
Indien erlangte im Jahre 1947 seine Unabhängigkeit; genau drei Jahre später wurde die Indische Rupie erstmals als Währung der neuen Republik emittiert. Sie bestand jetzt aus 16 Annas, was 64 Paise (1 Anna = 4 Paise) entsprach. Das Aussehen wurde verändert, zurück zu traditionellen Symbolen, und auch das Fertigungsmaterial wurde durch Bronze, Nickel oder Kupfer ersetzt.
Am 1. April 1957 wurde mit Inkrafttreten des Indian Coinage (Amendment) Act, 1955 das Dezimalsystem in der indischen Münzwährung eingeführt. Die Rupie bestand nun aus 100 Naye Paise (Hindi: Neue Paise). Die neuen Münzen hatten unterschiedliche Formen, während die Prägungen einheitlich blieben, das Löwenemblem auf der Vorderseite und der Nennwert der Münze auf der Rückseite. Ab dem 1. Juni 1964 entfiel das Wort Naye und blieb nur der Name Paise bestehen. Die neue Serie der Münzen wurde 1965 eingeführt und bestand aus bislang ungenutzten Materialien; so wurde die neu emittierte Paise aus Aluminium gefertigt.
Die Indische Rupie zirkulierte bis 1959 ebenfalls in den unter britischem Protektorat stehenden Emiraten am Persischen Golf (Bahrain, Katar, Kuwait, Oman und Trucial States). Die Reserve Bank of India gab von 1959 bis 1970 eine separate Banknotenserie für diese Staaten heraus, die als Golf-Rupie bezeichnet wird und 1:1 an die Indische Rupie gekoppelt war.
Im Jahr 1966 wurde die Indische Rupie an den US-Dollar gebunden. Diese Bindung blieb bis 1971 bestehen.

### Münzprägerecht der Fürstenstaaten
Zur Zeit der ostindischen Kompanie schlugen etliche Fürstenstaaten Rupien nach dem Mughal-Vorbild. Nach dem Sepoy-Aufstand 1857 wurden die persischen Inschriften durch Königin Victoria oder den lokalen Herrscher ersetzt, ein Vorgang der etwa 1872 abgeschlossen war. Die Kolonialherren prüften die Ansprüche einzelner Staaten auf das alte Recht, eigene Münzen zu prägen, und gestanden das Münzprägerecht nur 34 davon zu. Um eine gewisse Standardisierung zu erreichen, bot das Government of India 1876 den Staaten an, ihre Münzen gebührenfrei in zentralen Münzstätten für sie zu prägen. Nachdem die Kostenfreiheit 1893 widerrufen wurde, verzichteten die meisten Staaten auf eigene Münzen.
Hyderabad, das als einziges seine eigene Währung in Form der Hyderabad-Rupie (Verhältnis etwa 6 britische Rupien zu 7 HR.) behalten durfte, sowie Mewar (Udaipur), Jaipur, Travancore, Kutch, Gwalior, Jodhpur, Indore und Baroda verausgabten bis 1947 regelmäßig Silber- und Kupfer-Münzen. Einige Staaten prägten gelegentlich Kleingeld aus Kupfer. Jodhpur und Kutch verausgabten jährlich Münzen mit der Büste des britischen Souveräns, so auch 1936. Das waren neben Kleingeld des ostafrikanischen Shillings die einzigen Münzen des Empires mit dem Namen von Edward VIII., die tatsächlich im Umlauf waren.
In einigen Fürstenstaaten war die Rupie anders gestückelt, so z. B. in:
- Bamra (C. P.), Punch (Kashmir): 1 Anna = 4 Paisa = 12 Pies
- Bastar, ca. 1862: 240 Kauri = 1 Dogani; 10 Dogani = 1 Rupie
- Cochin: 12 Pies = 1 Anna, 5 Annas = 6 Puttan
- Dhar: 1 Anna = 4 Dabal
- Faridkot (Punjab): 1 Anna = 4 Paisa = 8 Fulus
- Nawanagar: 1 Anna = 6 Dokra
- Soruth, bis 1913: 16 Kori = 1 Anna, 4 Kori = 1 Rupie
- Travancore: 1 Rupie = 28 Chukram, 1 Chukram = 16 Cash

## Das indische Zahlensystem
Das indische Zahlensystem, das heute immer noch in Indien, Pakistan, Myanmar und Bangladesch verwendet wird, weist einige Besonderheiten auf. In diesem System werden bei größeren Zahlen zur besseren Übersicht zwei Dezimalstellen miteinander gruppiert, anstatt drei Stellen, wie es in Europa üblich ist. Außerdem werden einigen Zahlen eigene Namen zugewiesen.
Dieses Zahlensystem wird auch im Umgang mit der Währung benutzt. So wird die Zahl 400.000 Rupien auch als Rs. 4 Lakh oder Rs. 4,00,000 und die Zahl 40 Mio. Rupien als Rs. 4 Crore (abgekürzt cr. 4) geschrieben.

## Sicherheitsmerkmale der modernen Indischen Rupie
- Wasserzeichen: der weiße Seitenrand der Banknoten ist geprägt durch das Porträt von Mahatma Gandhi.[28]
- Sicherheitsstreifen: die Banknoten haben ein silbernes Band, auf welchem sich eine Inschrift in Hindi und in Englisch befindet, welche erscheint, wenn die Banknote ins Licht gehalten wird.[28]
- Latentes Bild: Banknoten ab 20 Rupien zeigen ihren Wert, wenn die Scheine horizontal auf Augenhöhe gehalten werden.[28]
- Mikroschrift: – zwischen dem latenten Bild und dem Sicherheitsfaden befindet sich eine Schrift, die mit Hilfe einer Lupe zu sehen ist.[28]
- Fluoreszenz: der Nennwert der Banknote leuchtet unter UV-Licht.[28]
- Optisch Variable Druckfarbe: die Zahl auf den 500- und 1000-Rupien-Noten verändert ihre Farbe abhängig vom Betrachtungswinkel.[28]
- Tiefdruckschrift: einige Symbole und Bilder, wie z. B. das Siegel der Reserve Bank of India, sind im Tiefdruck erstellt – so können diese einfach ertastet werden. Dieses Sicherheitsmerkmal ist nur auf Scheinen über 20 Rupien zu finden.[28]

## Kunststoffgeld
Die Reserve Bank of India plant, den Austausch des traditionellen 10-Rupien-Scheines durch einen, der aus Polymer hergestellt wird. Dadurch wird erhofft, die Lebensdauer der Scheine um das Vierfache auf eine durchschnittliche Lebensdauer von fünf Jahren zu verlängern. Der Vorteil der Polymer-Banknoten besteht zusätzlich darin, dass weniger Schmutz an den Scheinen haftet und diese dadurch sauberer bleiben. Der Aufsichtsrat der Zentralbank hat sich entschieden, 10 Mio. Banknoten mit Nennwert 10 Rupien zu emittieren. Die Einführung der Kunststoff-Banknoten wurde bereits in anderen Ländern durchgeführt wie z. B. im benachbarten Nepal, in Australien oder Neuseeland.

## Währungssymbol

Offizielles Währungssymbol der indischen Rupie

Neben dem japanischen Yen, dem britischen Pfund, dem Euro, dem US-Dollar und anderen Währungen hat auch die Indische Rupie seit 2010 ein eigenes Währungssymbol. Dieses sieht aus wie der Lateinische Großbuchstabe „R“, dem der vertikale Balken fehlt und der dafür über seine gesamte Breite zwei horizontale Linien im oberen Drittel des Symbols trägt. Es ist eine Zusammensetzung aus dem R mit Querstrich und dem Buchstaben र (Ra) aus der Devanagari-Schrift.
Dem vorausgegangen war ein vom indischen Finanzministerium ausgeschriebener öffentlicher Wettbewerb. Das Ziel des Wettbewerbes war die Erstellung eines Identifikationssymbols für die Indische Rupie mit einem hohen Wiedererkennungswert. Das neue Symbol sollte unter anderem traditionelle, historische und kulturelle Werte Indiens beinhalten. Nur indischen Bürgern war es gestattet, gegen eine Gebühr von 500 Rupien an dem Wettbewerb teilzunehmen. Das letztlich aus 3000 eingereichten Entwürfen ausgewählte Symbol wurde von einer siebenköpfigen Jury, bestehend aus Mitarbeitern der Regierung Indiens und der Zentralbank, ausgewählt. Der Gewinner des Wettbewerbes erhielt ein Preisgeld in Höhe von 250.000 Rupien (ca. 2.500 Euro).
Unicode enthält das neue Rupienzeichen am Codepunkt U+20B9 (das alte am Codepunkt U+20A8). Zunächst war das neue Symbol nur als Teil von speziellen Computerschriftarten verfügbar, mittlerweile auch per Systemaktualisierung in weiter verbreiteten Systemen.

## Vielsprachigkeit
Die indische Sprachen- und Schriften-Vielfalt wird auch auf den Rupien-Scheinen berücksichtigt. So wird ein Großteil der Texte auf den Banknoten in Hindi und Englisch, laut indischer Verfassung den beiden Amtssprachen der Zentralregierung, wiedergegeben. Zusätzlich ist der Nominalwert in den wichtigsten 15 weiteren, in der indischen Verfassung verankerten Sprachen und entsprechenden Schriften aufgedruckt: Asamiya, Bengali, Gujarati, Kannada, Kashmiri, Konkani, Malayalam, Marathi, Nepali, Oriya, Panjabi, Sanskrit, Tamil, Telugu und Urdu.